# Carex nangtciangensis
Carex nangtciangensis är en halvgräsart som beskrevs av Renato Pampanini. Carex nangtciangensis ingår i släktet starrar, och familjen halvgräs. Inga underarter finns listade i Catalogue of Life.